# Xenopsylla tanganyikensis
Xenopsylla tanganyikensis är en loppart som beskrevs av Marcus, De Meillon et Davis 1960. Xenopsylla tanganyikensis ingår i släktet Xenopsylla och familjen husloppor. Inga underarter finns listade i Catalogue of Life.